# موه المقلة
موه المقلة (بالإنجليزية: Hydrophthalmos)‏ هو أحد أنواع الزرق الولادي.